# Christian Fennesz
Christian Fennesz, noto anche con lo pseudonimo di Fennesz (Vienna, 25 dicembre 1962), è un musicista austriaco, attivo principalmente nella musica elettronica.
Considerato tra gli inventori della glitch music, Fennesz usa una chitarra e un computer portatile per creare composizioni multilivello che fondono la melodia e la parte strumentale con sonorità distorte ed accessi di rumore bianco. Fennesz vive e lavora tra Vienna e Parigi.

## Biografia
Fennesz è nato il giorno di Natale del 1962. È cresciuto a Neusiedl Am See, piccola città del Burgenland austriaco sul lago Neusiedler, in Austria. Inizia a suonare la chitarra intorno all'età di 8 o 9 anni.
Inizia ad essere operativo nella scena techno viennese nei primi anni 90. Successivamente, inizia a produrre musica facendo ampio uso di chitarra e sintetizzatori.
A partire dagli anni 90, Fennesz ha collaborato con Ryūichi Sakamoto, Keith Rowell e Sparklehorse. Ha anche lavorato con Peter Rehberg, Jim O'Rourke, David Sylvian, Mark Linkous, Mike Patton e il collettivo Regenorchester.
Legato dapprima all'etichetta viennese Mego, lavora dal 2001 con la britannica Touch.

## Discografia

### Album in studio
- (1997) Hotel Paral.lel (Mego)
- (1999) Plus Forty Seven Degrees 56' 37" Minus Sixteen Degrees 51' 08" (Touch)
- (2001) Endless Summer (Mego)
- (2004) Venice (Touch)
- (2008) Black Sea (Touch)
- (2010) Szampler (Tapeworm)
- (2014) Bécs (Editions Mego)
- (2019) Agora
- (2024) Mosaic

### Collaborazioni
- (2005) Cloud con Keith Rowe, Toshimaru Nakamura e Oren Ambarchi (Erstwhile)
- (2007) Cendre con Sakamoto (Touch)
- (2009) In the Fishtank 15 e Sparklehorse (Konkurrent)
- (2010) Knoxville con David Daniell e Tony Buck (Thrill Jockey)
- (2010) Remiksz con Stefan Goldmann (Tapeworm)
- (2011) Flumina con Sakamoto (Commons)

### Antologie
- (2002) Field Recordings: 1995-2002 (Touch)

### Live
- (2000) Live at Revolver, Melbourne live EP (Touch)
- (2004) Live at the LU with Keith Rowe (Erstwhile)
- (2005) Sala Santa Cecilia live EP with Ryūichi Sakamoto (Touch)
- (2005) Live in Japan CD (Headz/Touch, 2003) and LP (Autofact/Touch)
- (2009) Live @ The V. Sessions streaming video recording (The V. Sessions), 2009

### EP
- (1995) Instrument 12" vinyl (Mego)
- (1998) Il Libro Mio EP (Tanz Hotel)
- (1998) Plays 7" (Mego)
- (1999) Plays CDEP (Moikai)
- (2006) Plays 10" vinyl (Editions Mego)
- (2011) Seven Stars 10" vinyl (Touch)

### Singoli
- (2002) "Wrapped Islands" with Polwechsel (Erstwhile)
- (2005) "Erstlive 004" with Peter Rehberg, Sachiko M and Otomo Yoshihide (Erstwhile)
- (2007) "On a desolate shore a shadow passes by" (Touch) - download only
- (2008) "Transition" (Touch)
- (2008) "Saffron Revolution" (Touch) - download only
- (2011) "Fearless" (Thrill Jockey) - contribution for the Benefit for the Recovery in Japan compilation

### Remix
- (2003) Remixed "Tomorrow Never Knows" and "The Future Sound Of Music" (titled "Only the Poor have to Travel") by Ulver on 1993-2003: A Decade In The Machines (Jester Records)
- (2005) Remixed "Weight" by Isis on Oceanic Remixes Vol. 4 (Ipecac)
- (2007) Remixed "In This Twilight" by Nine Inch Nails on Year Zero Remixed (Interscope)
- (2010) Remixed "Returnal" by Oneohtrix Point Never on Returnal Maxi Single 7" (Editions Mego)
- (2011) Remixed "The Visitor" by Miracle on Fluid Window

### Colonne sonore
- (1999) Beyond the Ocean (USA)
- (2000) Gelbe Kirschen (Austria), directed by Leopold Lummerstorfer
- (2002) Blue Moon (Austria), written and directed by Andrea Maria Dusl
- (2005) Platform#09 Chicago loo (France) by Cedrick Eymenier
- (2009) Film ist. a girl & a gun (Austria), directed by Gustav Deutsch, with Lucia Pulido, Martin Siewert, Burkhard Stangl (7", Interstellar Records, Austria 2009)
- (2012) AUN: The Beginning and the End of All Things

### Fenn O'Berg
- (1999) The Magic Sound of Fenn O'Berg (Mego)
- (2002) The Return of Fenn O'Berg (Mego)
- (2009) Magic & Return Double CD reissue (Editions Mego)
- (2010) In Stereo (Mego)

### Tributi a Fennesz
- (2004) Tim Hecker "Mirage" (Alien8 Recordings) - Incurably optimistic
- (2012) Lcoma "Fennesz" (Unsigned) - Musical influence